# 銀河娛樂場公司
銀河娛樂場股份有限公司（Galaxy Casino, S.A.）為銀河娛樂集團有限公司旗下公司，是澳門特別行政區政府授予博彩經營批給合同之承批公司，相關批給合同於2022年12月16日簽訂，批給期限由2023年1月1日至2032年12月31日止。未來，集團將提升旗下度假城的設施及服務，並全力支持開拓國際客源及非博彩項目的發展方向，以助力休閒產業的有序健康發展，豐富澳門「世界旅遊休閒中心」的內涵。

## 股權分佈
- Canton Treasure Group Ltd. — 84%
- 呂耀東 — 15%

## 董事會
- 呂耀東 — 常務董事
- 華年達 — 董事
- 程裕昇 — 董事

## 屬下娛樂場

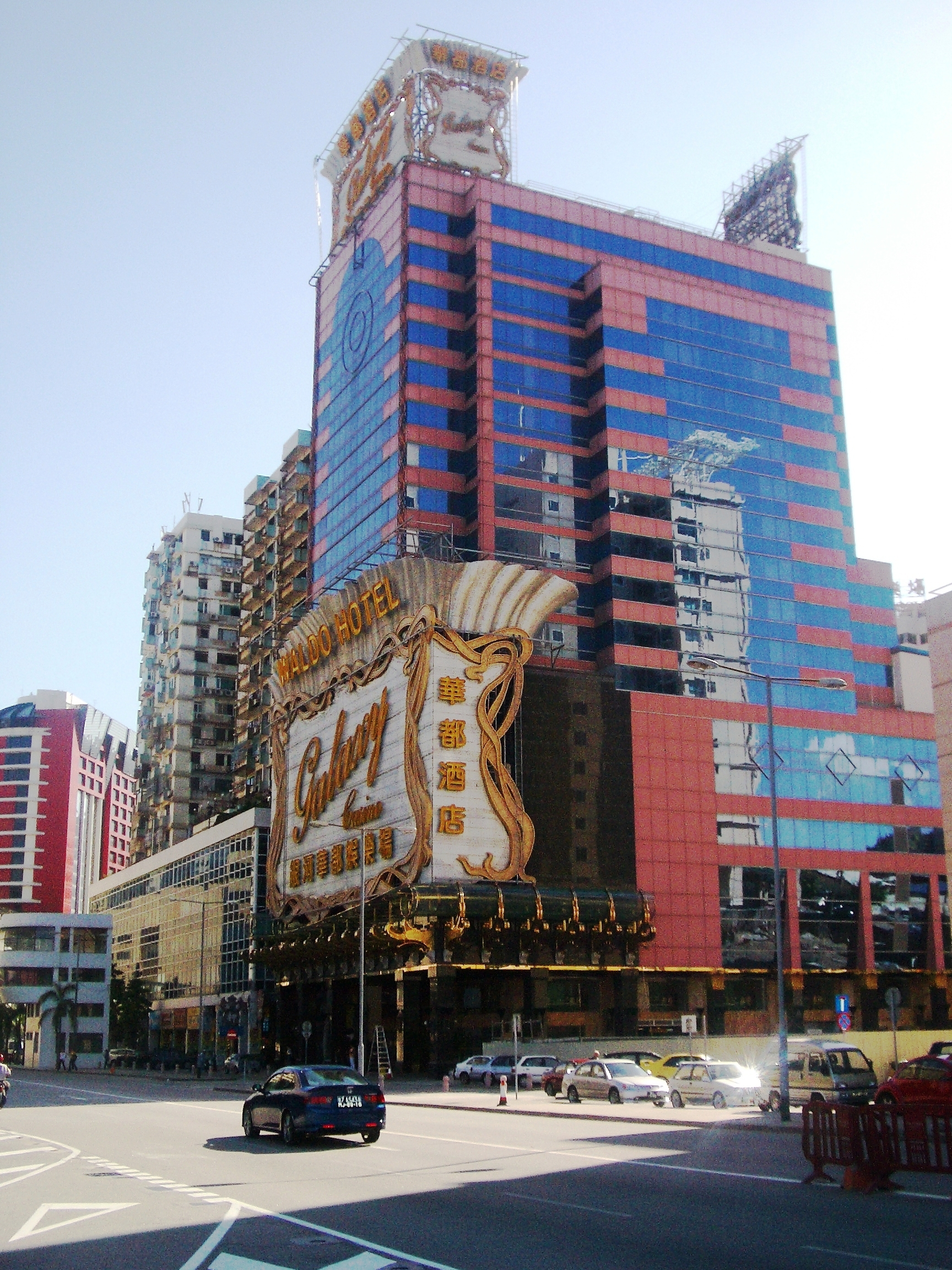
城市娛樂會

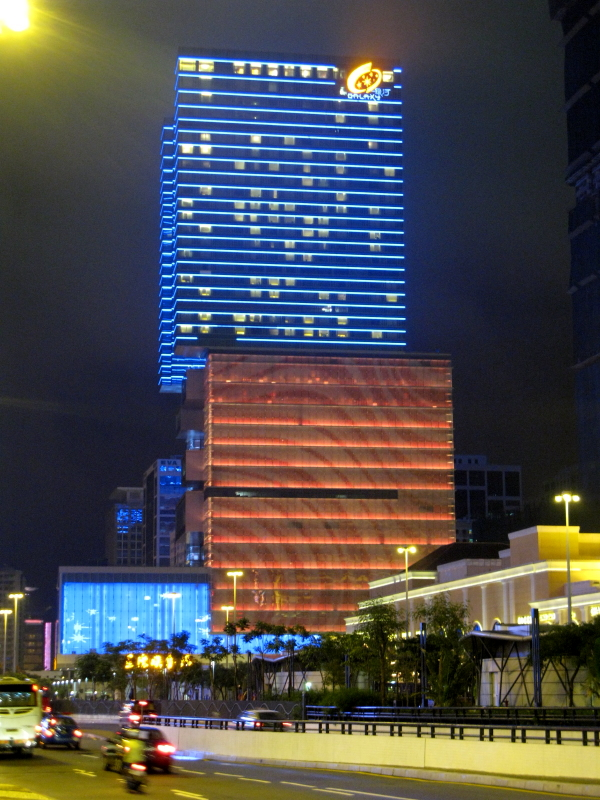
澳門星際酒店

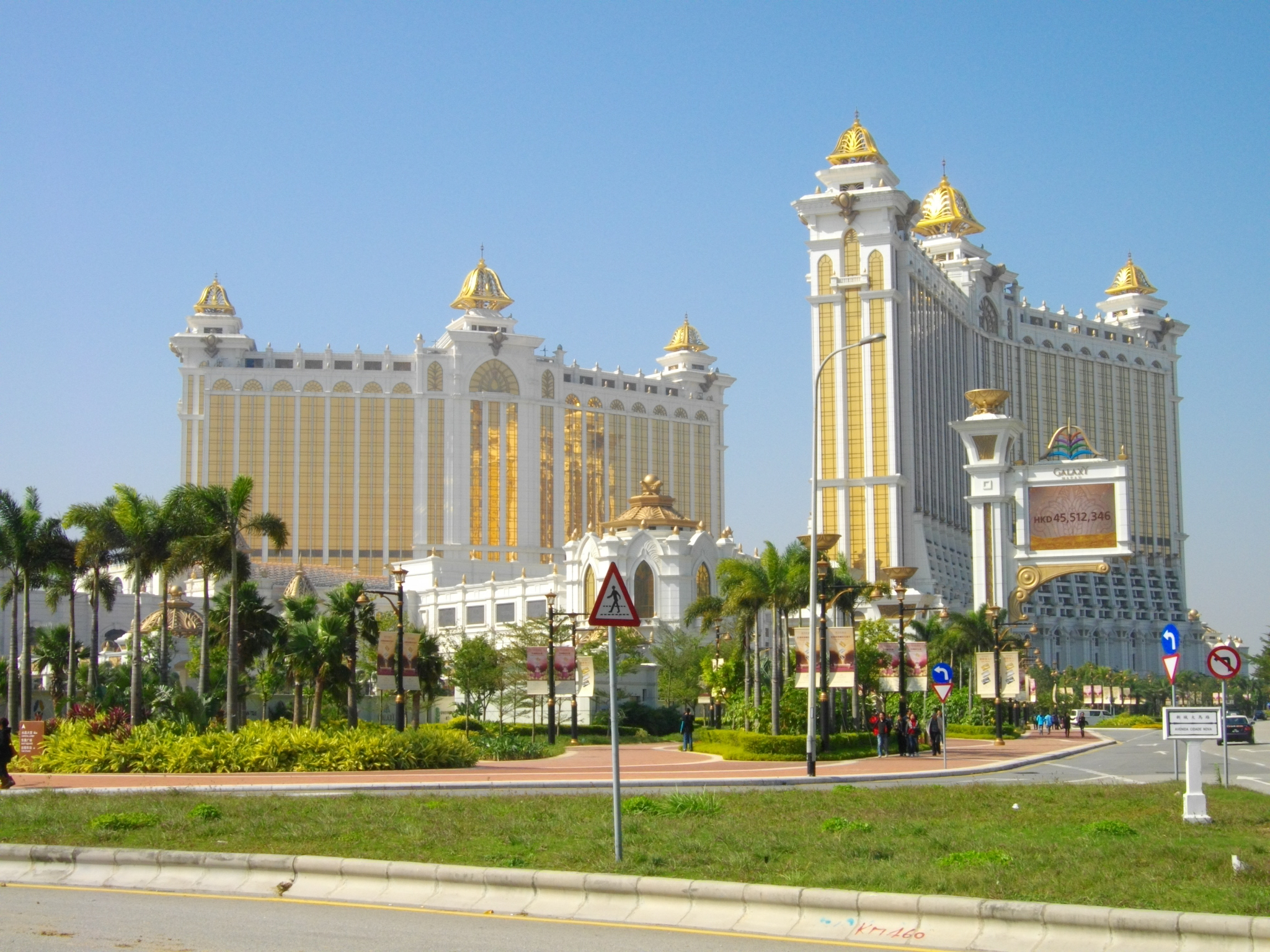
「澳門銀河™」綜合度假城

| 名稱            | 地址                    | 中場 | 貴賓廳 | 角子機場 | 開幕日期   |
| --------------- | ----------------------- | ---- | ------ | -------- | ---------- |
| 城市娛樂會      | 澳門華都酒店            | ＊   | -      | ＊       | 2004年7月  |
| 澳門星際酒店    | 澳門星際酒店            | ＊   | ＊     | ＊       | 2006年10月 |
| 「澳門銀河™」   | 「澳門銀河™」綜合度假城 | ＊   | ＊     | ＊       | 2011年5月  |
| 「澳門百老匯™」 | 「澳門百老匯™」         | ＊   | -      | ＊       | 2015年5月  |

## 最新發展概況
- 「澳門銀河™」

「澳門銀河™」綜合度假城正進行提升工程，尤其專注於增加創新的餐飲及零售產品，藉此保持度假城的競爭力及對顧客的吸引力。
- 澳門星際酒店

澳門星際酒店正就一系列升級工程進行評估，包括主博彩樓層、酒店大堂的抵達體驗以及餐飲選擇。
- 路氹 — 新里程

銀河國際會議中心、銀河綜藝館，澳門銀河　萊佛士和澳門安達仕酒店於2023年12月開幕，另澳門銀河　嘉佩樂目標將於2025年中開業。發展面積約 60 萬平方米的第四期項目現處於動工階段，當中將引入多間高端並首度進駐澳門的酒店品牌、擁有5,000個座位的劇院、多元化的餐飲、零售、非博彩設施、園林、水上玩樂園區及娛樂場，目標於2027年竣工。